# Ludwig Baur (Kirchenmaler)

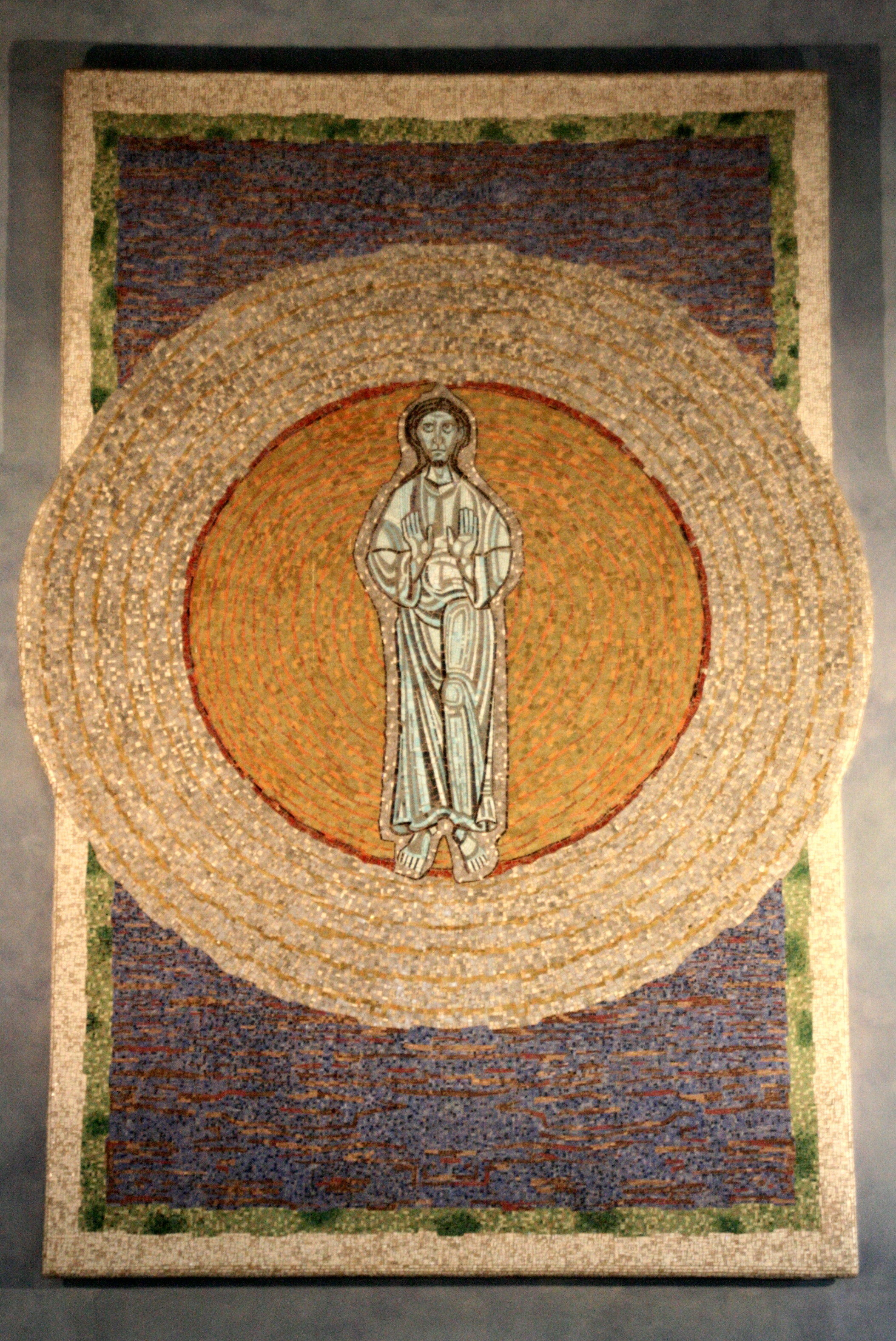
Altarmosaik nach einer Vorlage von Hildegard von Bingen,
St. Hildegard (Eibingen)

Ludwig Baur (* 26. August 1904 in Freising; † 8. September 1977 in Sendenhorst) war ein deutscher Künstler und Vertreter der Expressionistischen Kirchenmalerei.

## Leben
Ludwig Baur wuchs in Freising auf und studierte an der Akademie der Bildenden Künste in München. Anschließend war er in der Denkmalpflege, vor allem als Restaurator, tätig. Seine ersten Restaurierungsaufträge brachten Ludwig Baur nach Norddeutschland, sodass er 1936 schließlich nach Telgte zog.

## Werk
Baur schuf Ausstattungsteile für rund 200 Kirchenbauten, vor allem im Rhein-Ruhr-Gebiet. Er fertigte vorwiegend  Fenster, Mosaiken, Sgraffiti sowie Fresken, aber auch Kreuzwege, Altäre und sakrales Gerät. Baur war am Wiederaufbau des Hildesheimer Doms beteiligt, wo er in den 1950er-Jahren das Interieur gestaltete. 1952 gestaltete er in der St. Mauritiuskirche in Ibbenbüren ein großes Christusmosaik.
Am Wetzlarer Dom entwarf er ebenfalls im Rahmen eines Wiederaufbaus in den Jahren 1958/1959 die Chorfenster. In der Kirche St. Lambertus in Düsseldorf schuf er von 1958 bis 1964 neun Kirchenfenster. Für die Dormitio-Abtei auf dem Berg Zion in Jerusalem gestaltete er ein Mosaikbild. Zwischen 1961 und 1965 schuf Baur Altarbild, Kieselsteinmosaiken und Kirchenfenster für die Pfarrkirche St. Hildegard in Eibingen.